# Березна (Киевская область)

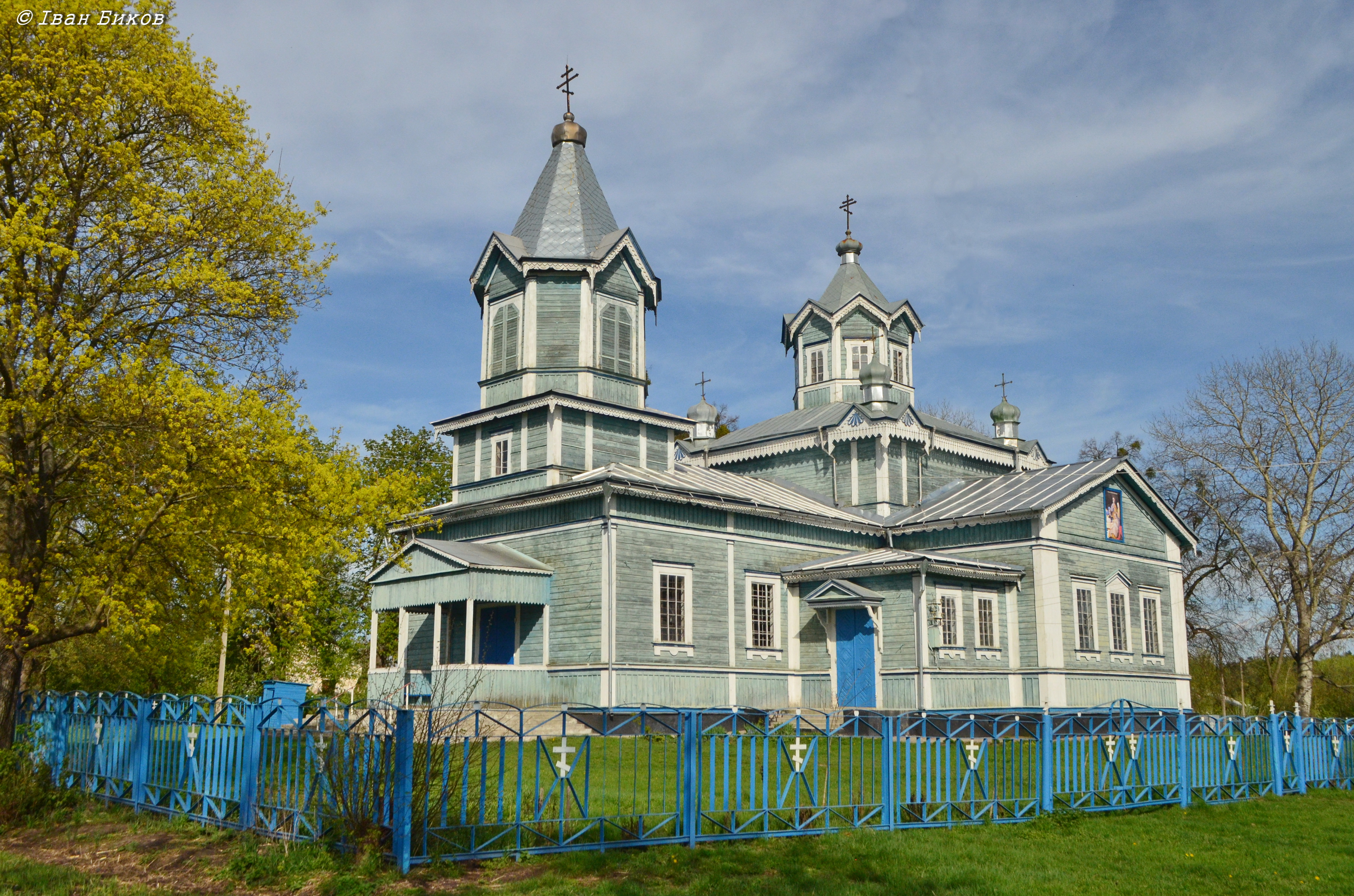
Церковь Рождества Богородицы 1891-93 годов постройки

Бере́зна (укр. Березна) — село, входит в Володарский район Киевской области Украины. Расположено при впадении реки Березянка в реку Рось.
Население по переписи 2001 года составляло 997 человек. Почтовый индекс — 09320. Телефонный код — .

## Местный совет
09320, Киевскаявська область, Володарский район, с. Березна, ул. Леніна,7